# Рудолф фон Брауншвайг-Волфенбютел
Рудолф фон Брауншвайг-Волфенбютел (на немски: Rudolf von Braunschweig-Wolfenbüttel; * 15 юни 1602, Волфенбютел; † 13 юни 1616, Тюбинген) от род Велфи (Среден Дом Брауншвайг), е номинален херцог на Брауншвайг-Люнебург, принц от Брауншвайг-Волфенбютел и като Рудолф III от 1615 до 1616 г. протестантски епископ (администратор) на Епископство Халберщат.

## Живот
Той е син на херцог Хайнрих Юлий (1564 – 1613) и втората му съпруга принцеса Елизабет Датска (1573 – 1626), дъщеря на крал Фридрих II от Дания.
През 1615 г. Рудолф наследява умрелия си брат Хайнрих Карл (1609 – 1615) като протестантски епископ (администратор) на Халберщат.
Рудолф умира два дена преди 14-ия му рожден ден, по време на следването му в университета в Тюбинген и е погребан в манастирската църка в Тюбинген.